# Sebastian Osterloh
Sebastian Osterloh (* 20. Februar 1983 in Kaufbeuren) ist ein ehemaliger deutscher Eishockeyspieler und derzeitiger -trainer, der zuletzt bis zum Ende der Saison 2023/24 beim EV Landshut in der DEL2 als Assistenztrainer unter Vertrag gestanden hat.

## Karriere
In der Saison 1999/00 begann Osterloh seine Karriere in den Reihen der Kölner Junghaie in der Regionalliga. Bei den Junghaien blieb der Verteidiger vier Jahre, wobei er in seiner letzten Saison mit dem Team in der DNL spielte. Zur Saison 2001/02 wechselte Osterloh zum SC Mittelrhein-Neuwied in die Oberliga, bei denen er zwei Jahre blieb, ehe er in der Saison 2003/04 einen Vertrag bei den Straubing Tigers aus der 2. Bundesliga unterschrieb.

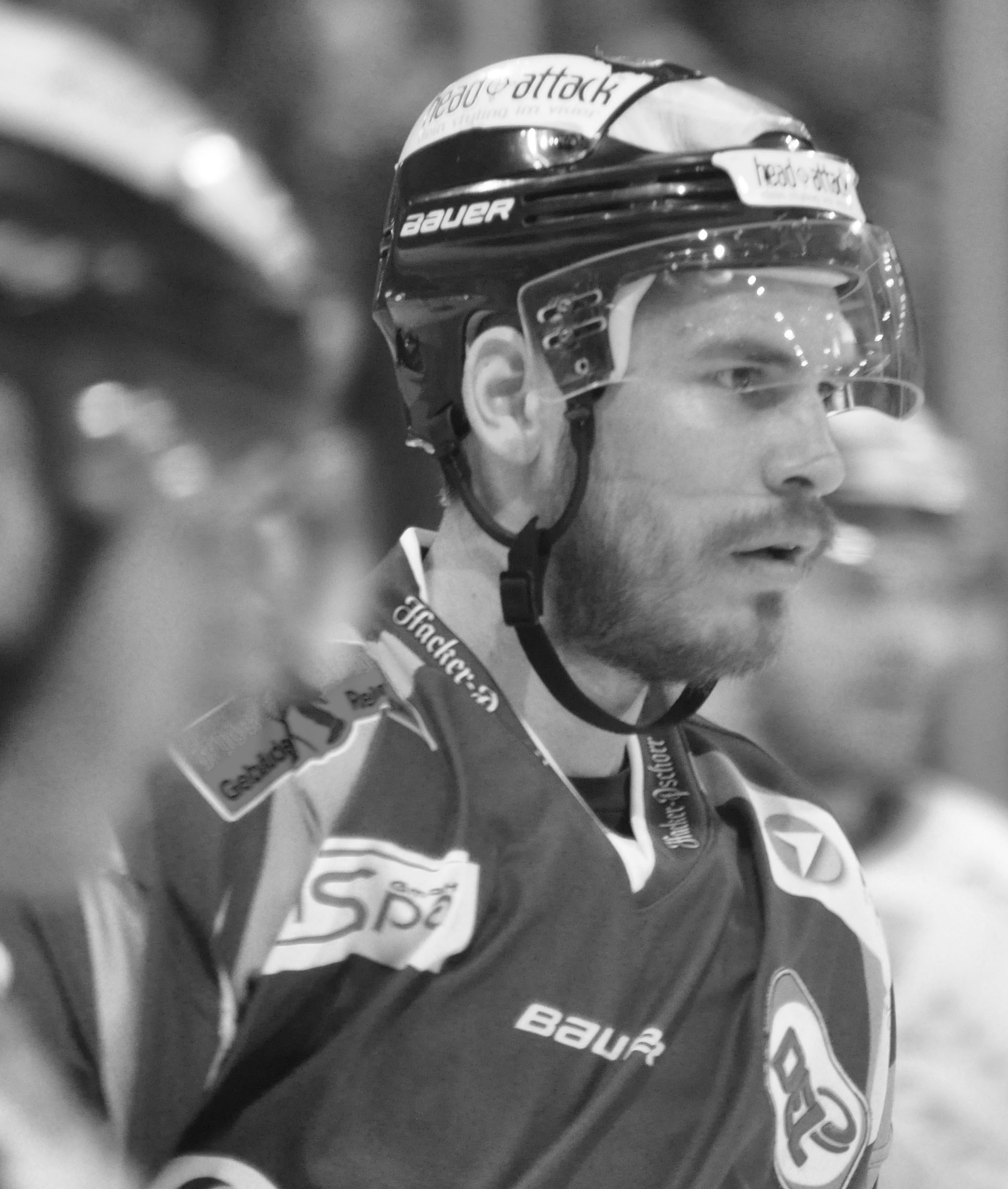
Osterloh im Trikot der Straubing Tigers (2012)

Seit der Spielzeit 2004/05 spielt Sebastian Osterloh in der Deutschen Eishockey Liga, wo er zunächst eine Saison für die Grizzly Adams Wolfsburg auf dem Eis stand. Da Wolfsburg die Play-offs verpasste, absolvierte der Linksschütze in der gleichen Spielzeit Saison nochmals sieben Spiele für seinen alten Verein Straubing Tigers in der 2. Bundesliga. Die nächste DEL-Station Osterlohs waren die Kassel Huskies, ehe er nach deren Abstieg zu den Frankfurt Lions ging, mit denen er in der Saison 2007/08 das Halbfinale der DEL erreichte. Nach der Insolvenz der Lions verließ der Verteidiger den Club und unterschrieb einen Einjahresvertrag bei den Straubing Tigers. Im November 2010 verlängerten die Straubing Tigers seinen Vertrag um zwei Jahre bis 2013. In seiner ersten Saison in Straubing bestritt Osterloh nur 15 Saisonspiele, da er sich am 21. November 2010 beim Spiel in München einen Kreuzbandriss zuzog. Trotz der Verletzung bestritt er die Verlängerung und trat anschließend beim bis dahin längsten Penaltyschießen in der Geschichte des Profi-Eishockey selbst an. Osterloh war bei allen drei bisherigen Play-off-Teilnahmen der Straubing Tigers beteiligt. Nach der Saison 2015/16 trennten sich die Wege von Osterloh und den Straubing Tigers. Vor der Saison 2016/17 wechselte Osterloh zum ESV Kaufbeuren und agierte dort in der Folge als Mannschaftskapitän. Während der Saison 2018/19 verletzte er sich an der Schulter und musste aufgrund dieser Verletzung im August seine Karriere beenden.
Anschließend wurde er Assistenztrainer beim ESVK. Im Sommer 2022 wechselte er zum EV Landshut, abermals als Co-Trainer. Dort war er bis zum Ende der Saison 2023/24 tätig.

## Karrierestatistik

### International
Vertrat Deutschland bei:
- Weltmeisterschaft 2007
- Weltmeisterschaft 2008
- Weltmeisterschaft 2009

(Legende zur Spielerstatistik: Sp oder GP = absolvierte Spiele; T oder G = erzielte Tore; V oder A = erzielte Assists; Pkt oder Pts = erzielte Scorerpunkte; SM oder PIM = erhaltene Strafminuten; +/− = Plus/Minus-Bilanz; PP = erzielte Überzahltore; SH = erzielte Unterzahltore; GW = erzielte Siegtore; 1 Play-downs/Relegation; Kursiv: Statistik nicht vollständig)